# Berzo Inferiore
Berzo Inferiore (lombardul: Bèrs) település Olaszországban, Lombardia régióban, Brescia megyében. Lakosainak száma 2451 fő (2023. január 1.). Berzo Inferiore Bienno, Bovegno, Cividate Camuno és Esine községekkel határos.

## Népesség
A település népessége az elmúlt években az alábbi módon változott:
| Lakosok száma | 2486 | 2480 | 2451 |
|               | 2017 | 2018 | 2023 |